# Leiosaurus
Leiosaurus – rodzaj jaszczurek z rodziny Leiosauridae.

## Zasięg występowania
Rodzaj obejmuje gatunki występujące endemicznie w Argentynie.

## Systematyka

### Etymologia
- Leiosaurus (Liosaurus): gr. λειος leios „gładki”; σαυρος sauros „jaszczurka”[1].
- Aperopristis: gr. przedrostek negatywny α a „bez”[6]; πορυς porus „por, guz”[7]; πριστης pristēs „pilarz”[8]. Typ nomenklatoryczny: Aperopristis paronae Peracca, 1897.

### Podział systematyczny
Do rodzaju należą następujące gatunki:
- Leiosaurus bellii (Duméril & Bibron, 1837)
- Leiosaurus catamarcensis Koslowsky, 1898
- Leiosaurus jaguaris Laspiur, Acosta & Abdala, 2007
- Leiosaurus paronae (Peracca, 1897)